# Avena hispanica
Avena strigosa là một loài thực vật có hoa trong họ Hòa thảo. Loài này được Ard. mô tả khoa học đầu tiên năm 1789.